# Дудаш, Михаил
Михаил Дудаш (серб. Михаил Дудаш / Mihail Dudaš; род. 1 ноября 1989, Нови-Сад, Югославия) — сербский легкоатлет, специализирующийся в многоборье. Бронзовый призёр чемпионата Европы 2016 года, чемпионата Европы в помещении 2013 года. Многократный чемпион Сербии. Участник летних Олимпийских игр 2012 и 2016 годов.

## Биография
Дебютировал на международной арене в 2007 году, когда занял 15-е место на юниорском чемпионате Европы. Спустя год стал бронзовым призёром мирового первенства среди юниоров.
Занял третье место на молодёжном чемпионате Европы 2009 года, а на следующем турнире через 2 года повторил этот успех, впервые в карьере набрав больше 8000 очков (8117, национальный рекорд).
Финишировал шестым на дебютном чемпионате мира в 2011 году, а на европейском первенстве 2012 года остановился в шаге от пьедестала. Многоборье на Олимпийских играх в Лондоне не закончил, выполнив только четыре вида.
В 2013 году установил рекорд Сербии в семиборье (6099 очков), который позволил ему выиграть бронзовую медаль на чемпионате Европы в помещении. Ещё один лучший результат в истории страны показал в десятиборье на чемпионате мира, где с суммой 8275 очков стал 14-м.
Из-за травм пропустил почти два сезона и на прежний уровень вернулся только в 2016 году. На чемпионате Европы Дудаш завоевал бронзовую медаль, уступив чемпиону Томасу ван дер Платсену менее 100 очков.
На Олимпийских играх в Рио-де-Жанейро завершил борьбу после восьми видов десятиборья из-за травмы локтя.
В 2016 году был признан лучшим легкоатлетом года Сербии.

## Личные рекорды в отдельных видах десятиборья
| Дисциплина        | Результат | Год  |
| ----------------- | --------- | ---- |
| 100 м             | 10,67     | 2013 |
| Прыжок в длину    | 7,63 м    | 2010 |
| Толкание ядра     | 14,49 м   | 2017 |
| Прыжок в высоту   | 2,08 м    | 2013 |
| 400 м             | 47,47     | 2011 |
| 110 м с барьерами | 14,52     | 2016 |
| Метание диска     | 47,34 м   | 2016 |
| Прыжок с шестом   | 4,90 м    | 2011 |
| Метание копья     | 59,98 м   | 2012 |
| 1500 м            | 4.24,30   | 2009 |

## Основные результаты
| Год  | Турнир                          | Место проведения         | Дисциплина       | Место | Результат |
| ---- | ------------------------------- | ------------------------ | ---------------- | ----- | --------- |
| 2007 | Чемпионат Европы среди юниоров  | Хенгело, Нидерланды      | десятиборье (юн) | 15-е  | 7072      |
| 2008 | Чемпионат мира среди юниоров    | Быдгощ, Польша           | десятиборье (юн) | 3-е   | 7663      |
| 2009 | Чемпионат Европы среди молодёжи | Каунас, Литва            | десятиборье      | 3-е   | 7855      |
| 2010 | Hypo-Meeting                    | Гётцис, Австрия          | десятиборье      | 11-е  | 7966      |
| 2010 | Чемпионат Европы                | Барселона, Испания       | десятиборье      | —     | DNF       |
| 2010 | Континентальный кубок           | Сплит, Хорватия          | прыжок в высоту  | 7-е   | 1,98 м    |
| 2011 | Чемпионат Европы среди молодёжи | Острава, Чехия           | десятиборье      | 3-е   | 8117      |
| 2011 | Чемпионат мира                  | Тэгу, Южная Корея        | десятиборье      | 6-е   | 8256      |
| 2012 | Чемпионат Европы                | Хельсинки, Финляндия     | десятиборье      | 4-е   | 8154      |
| 2012 | Олимпийские игры                | Лондон, Великобритания   | десятиборье      | —     | DNF       |
| 2013 | Чемпионат Европы в помещении    | Гётеборг, Швеция         | семиборье        | 3-е   | 6099      |
| 2013 | Чемпионат мира                  | Москва, Россия           | десятиборье      | 14-е  | 8275      |
| 2016 | Чемпионат Европы                | Амстердам, Нидерланды    | десятиборье      | 3-е   | 8153      |
| 2016 | Олимпийские игры                | Рио-де-Жанейро, Бразилия | десятиборье      | —     | DNF       |
| 2017 | Чемпионат Европы в помещении    | Белград, Сербия          | семиборье        | 14-е  | 5239      |
| 2017 | Чемпионат мира                  | Лондон, Великобритания   | десятиборье      | —     | DNF       |